# Expo Itaguaí
A Expo Itaguaí é uma feira agroindustrial realizada anualmente entre os meses de julho e agosto na cidade fluminense de Itaguaí. É considerada a maior feira voltada para o agronegócio do estado do Rio de Janeiro.
O evento surgiu em 1993 com a finalidade de comemorar o 176º aniversário da cidade. Inicialmente como uma feira de animais e produtos derivados, transformou-se, ao longo dos anos, em um misto de festa country e feira de negócios da agropecuária.
Em 2023, a Expo Itaguaí, realizada entre os dias 5 e 9 de julho no Parque Municipal de Itaguaí, teve uma estimativa de público de 700 mil pessoas durante todo o evento. A Expo Itaguaí 2023 contou, dentre outras atrações, com apresentações musicais, artesanato, boate, parque de diversão, praça de alimentação e rodeio.